# Twisted Metal (jeu vidéo, 2012)
Twisted Metal est un jeu vidéo de combat motorisé développé par Eat Sleep Play et édité par Sony Computer Entertainment, sorti en 2012 sur PlayStation 3. Cet épisode est un reboot de la franchise Twisted Metal.

## Synopsis
L'intrigue se concentre sur trois candidats qui participent à Twisted Metal, un tournoi mortel qui récompense son vainqueur par la réalisation du vœu de son choix. Parmi les participants, on y retrouve SweetTooth, figure emblématique de la saga. Mr Grimm, un homme désireux de sauver la vie de son père dans le passé, et Krista Sparks, alias Dollface, maudite par un masque qu'elle ne peut enlever par des moyens conventionnels. Chaque participant à ses raisons de se joindre au tournoi mais tous n'espèrent qu'une chose : pouvoir réclamer le du que Calypso promet au vainqueur : le vœu que le participant souhaitera.